# Sino Biopharmaceutical
Sino Biopharmaceutical Limited (также известна как Sino Biopharm или SBP) — одна из крупнейших китайских фармацевтических компаний, входящая в число двухсот крупнейших публичных компаний страны. Основана в 1997 году, с 2000 года акции компании котируются на Гонконгской фондовой бирже (с 2018 года входит в базу расчёта индекса Hang Seng). Штаб-квартира расположена в Гонконге, основные производственные мощности — в Пекине, Нанкине, Циндао и Ляньюньгане. Специализируется на производстве дженериков и биоаналогов для лечения гепатита, опухолей, офтальмии и заболеваний сердечно-сосудистой системы, а также на производстве анальгетиков.

## История
Компания Sino Biopharmaceutical основана в 1997 году. Компанию контролирует Це Пин, входящий в число самых богатых китайских миллиардеров; в 2015 году он уступил пост председателя правления своей дочери Терезе Це. Семья Це входит в клан Чеараванонт (Дханин), владеющий крупнейшим конгломератом Таиланда Charoen Pokphand.
По состоянию на 2019 год продажи Sino Biopharmaceutical составляли 3,2 млрд долларов, прибыль — 1,3 млрд долларов, активы — 7,3 млрд долларов, рыночная стоимость — 12,5 млрд долларов, в компании работало 18,6 тыс. сотрудников.

## Структура
В состав группы Sino Biopharmaceutical входит свыше 20 структурных подразделений. Дочерняя компания Chia Tai Tianqin Pharmaceutical Group занимает 17-е место среди ста крупнейших фармацевтических компаний Китая, а Beijing Tide Pharmaceutical — 46-е место. Компания Chia Tai Boai Medical Investment Group (Пекин) объединяет медицинские учреждения группы (совместное предприятие китайской Chia Tai Pharmaceutical Group, американской Pacific Century Enterprise Group и тайваньской Excelsior Healthcare Group).

### Производство
- Chia Tai Tianqin Pharm (Нанкин)
- Nanjing Chia Tai Tianqing Pharm (Нанкин)
- Nanjing Shunxin Pharm (Нанкин)
- Jiangsu Chia Tai Fenghai Pharm
- Jiangsu Chia Tai Qingjiang Pharm
- Jiangsu Chia Tai Tianqing Pharm
- Lianyungang Runzhong Pharm (Ляньюньган)
- Beijing Tide Pharm (Пекин)
- CP Pharmaceutical (Циндао)
- Chia Tai Pharm (Циндао)
- Shanghai Tongyong Pharm (Шанхай)
- Tianjin Chia Tai Zhenwutang Food (Тяньцзинь)
- Chia Tai Likang

### Продажи и дистрибуция
- Jiangsu Chia Tai Fenghai Medicines
- Jiangsu Chia Tai Qingjiang Medicines
- Nanjing Chia Tai Fenghai Medicines Technology

### Розничные продажи
- Lianyungang Tianrun Pharmacy

### Медицинские учреждения
- Chia Tai Shaoyang Orthopedic Hospital (Шаоян)
- Beijing Fuxing Boai Vision Optical Centre (Пекин)
- Beijing Fuxing Boai Ophthalmology Centre (Пекин)
- Beijing Fuxing Boai Optometry Center (Пекин)
- Linyi City People Hospital (Линьи)
- Linyi Boai Vision Optical Centre (Линьи)
- Linyi Boai Eye Hospital (Линьи)
- Linyi Boai Optometry Center (Линьи)
- Linyi Youth Visual Impairment Prevention and Treatment Center (Линьи)
- Zhengzhou Boai Otolaryngology Hospital (Чжэнчжоу)
- Zhengzhou Boai Optometry Center (Чжэнчжоу)
- Zhengzhou Boai Eye Center (Чжэнчжоу)
- Zhengzhou Boai Ophthalmology Center (Чжэнчжоу)
- Boai Ophthalmology Hospital
- Jiangxi Boai Optometry Centre
- Jiangxi Boai Ophthalmology Center
- Chia Tai Medical Group
- Chia Tai International Hospital

### Финансовые услуги
- Chia Tai Pharmaceutical Investment (Пекин)

### Исследования
Исследовательские центры расположены в Пекине, Нанкине, Ляньюньгане, Яньчэне, Хуайане, Циндао и Шанхае, в них занято свыше 2 тыс. специалистов.
- Lianyungang R&D center (Chia Tai Tianqing)
- Nanjing Jiangning R&D center (Chia Tai Tianqing)
- Nanjing Xuzhuang R&D center (Chia Tai Tianqing)
- Nanjing R&D center (Chia Tai Fenghai)
- Nanjing R&D center (Chai Tai Qingjiang)
- Jiangsu Dafeng R&D center (Chia Tai Fenghai)
- Huai’an R&D center (Chai Tai Qingjiang)
- Beijing Yizhuang R&D center (Beijing Tide)
- Qingdao R&D center (Chia Tai Pharma)
- Shanghai R&D center (Shanghai General Pharm)

## Продукция
Sino Biopharmaceutical разрабатывает и производит фармацевтические препараты для лечения офтальмии, гепатита, диабета, различных опухолей, болезней сердечно-сосудистой системы, дыхательных путей, костно-мышечной системы, пищеварительной системы, мозга и нервной системы, а также производит анальгетики и специальное питание.